# Late Goodbye
Late Goodbye è un singolo del gruppo musicale finlandese Poets of the Fall, pubblicato il 30 giugno 2004 come primo estratto dal primo album in studio Signs of Life; è stato pubblicato su scala mondiale insieme alla discografia del gruppo su iTunes il 12 aprile 2008.

Il brano è stato inoltre parte della colonna sonora del videogioco Max Payne 2: The Fall of Max Payne.
La canzone ha raggiunto la quattordicesima posizione nella classifica dei singoli in Finlandia.

## Tracce
1. Late Goodbye (album) – 3:47
2. Late Goodbye (radio) – 3:18
3. Late Goodbye – 3:33
4. Late Goodbye (piano instrumental) – 3:19
5. Everything Fades – 3:09

## Premi
| Anno | Premio                                    | Categoria                                   | Risultato |
| ---- | ----------------------------------------- | ------------------------------------------- | --------- |
| 2004 | Game Audio Network Guild (G.A.N.G) Awards | Miglior Voce Originale di una Canzone - Pop | Vincitori |
| 2004 | YleX's"Best of 2004"                      | Miglior Canzone Finlandese                  | 7º posto  |
| 2007 | Helsingin Sanomat                         | Most Beloved Finnish Rock Song              | Candidato |

## Max Payne 2: The fall of Max Payne
La canzone può essere ascoltata in diversi momenti durante il videogioco:
- È riprodotta attraverso le cuffie del bidello mentre pulisce una cantina nel condominio della casa di Max Payne. Il bidello stesso canta alcune parti della traccia.
- È interpretata al pianoforte da un "ripulitore" per 24 secondi in un salone di un appartamento del palazzo Upper East Side.
- Gli antagonisti di Max Payne spesso canticchiano la canzone nei momenti di pausa.
- Il protagonista può suonare diverse versioni della canzone - per pochi secondi - al pianoforte.
- Mona Sax canta la canzone sotto la doccia nel suo appartamento.
- La canzone viene riprodotta durante i riconoscimenti del videogioco.